# Пьетро Аретино
Пье́тро Арети́но (устар. Пие́тро Арети́н, итал. Pietro Aretino; 20 апреля 1492, Ареццо — 21 октября 1556, Венеция) — итальянский писатель Позднего Ренессанса, сатирик, публицист и драматург, ведущий итальянский автор своего времени, благодаря своим сатирам и памфлетам заработавший прозвание «бич государей, божественный Пьетро Аретино» («il flagello de’ Principi, il divin Pietro Aretino»), считающийся некоторыми исследователями предтечей и основателем европейской журналистики, «праотцом журналистики».

## Биография
Имя его отца не сохранилось, по некоторым сведениям, его звали Лука. Родился в Ареццо в семье сапожника (по другим источникам, вне брака), назвался Аретино (то есть «аретинец») по родному городу, своё низкое происхождение в дальнейшем не афишировал.
Образования не получил, в 14 лет ушёл из дома и бродяжничал, попробовав множество профессий. По некоторым сведениям, был изгнан из Ареццо за язвительный сонет, написанный им против продажи индульгенций — хотя эти данные противоречат информации о его возрасте. Затем Аретино отправился в Перуджу изучать переплётное мастерство. Некоторое время учился там в университете, но был исключен за вольнодумство. По некоторым данным, учил живопись и был исключён, когда изобразил Деву Марию с лютней в руках. Скорее всего, прожил в Перудже около 10 лет, овладев там основами латыни.

### Римский период

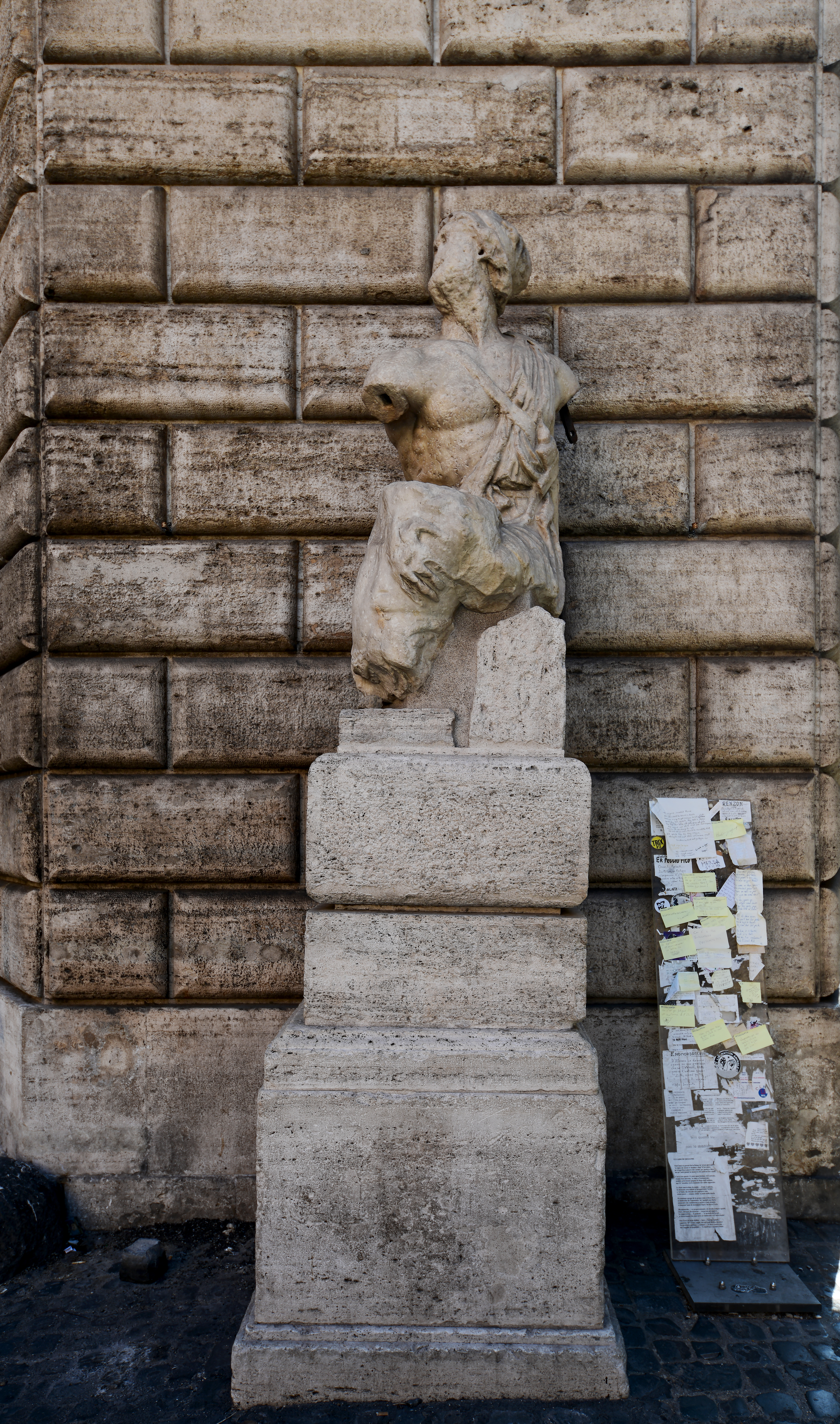
Пасквинская статуя с наклеенными на постамент пасквилями. Традиция сохраняется по сей день

Из Перуджи перебрался в 1516 году в Рим. Там началась его карьера в доме самого богатого из римских банкиров, Агостино Киджи.

…он сразу обратил на себя всеобщее внимание тем, что не был похож на других. У него не было почти никакого образования, латынь он знал весьма приблизительно, греческого не знал совсем. И блестящие гуманисты из приближенных Киджи сначала смотрели на нового пришельца свысока. Вскоре у него были обнаружены ещё и новые качества. Юный тосканец не любил оставаться в тени. Он протискивался вперед настойчиво и энергично, не обращая внимания на то, что его локти порою не совсем деликатно упираются в грудь какому-нибудь почтенному гуманисту. Если его пробовали осадить, он отвечал насмешкой, эпиграммой. Если его обижали, если ему пытались стать на дороге, на другой день появлялся сонет, обнаруживавший что-нибудь такое, о чём все говорили втихомолку, но что боялись сказать громко. Аретино не боялся.

Его сатира «Завещание слона», написанная после смерти любимого белого слона понтифика по имени Ганно, была полна язвительных шуток по поводу папского клира, и стала пользоваться такой популярностью, что привлекла внимание Льва X, который начал покровительствовать сатирику. К этому времени Аретино стал известен благодаря целому ряду остроумных и злых «пасквинатов», высмеивавших то одного, то другого из папских придворных. Такое название они получили, так как их тексты вывешивались на статуе Пасквино в Риме, близ площади Навона. В это время он заручился покровительством кардинала Джулио Медичи.
При новом папе Адриане VI (бывшем воспитателе императора Карла V, сыне утрехтского лодочного мастера — не ровне итальянским аристократам) из-за «пасквинатов» и своей активной деятельности против победившего кандидата на предшествовавшем конклаве, был вынужден скрываться в Мантуе: «после смерти Киджи и Льва X Аретино должен был бежать из Рима, потому что новый папа Адриан VI, больно задетый его стишками в дни конклава, хотел расправиться с ним по-серьёзному». В Мантуе пользовался покровительством герцога Федерико II Гонзага. Кардинал Джулио Медичи отправил его к своему родственнику, и Аретино поступил на службу к кондотьеру Джованни делле Банде Нере Медичи.
Погоди, постой, Купидон упорный,

Не тащи, ослище, свой воз упрямо!

Я хотел бы уд мой направить прямо

В лоно той, что скачет на нём проворно.

Но, увы, то в чистый цветок, то в сорный

Попадает он. Неужели срама

Не избегну — стоя, как мул, — и дама

Подвиг мой сочтёт слабиной позорной?

Беатриче! И Вам в этой позе трудно.

Но, поверьте, мне во сто крат труднее —

Я собою жертвую поминутно:

Замирают члены мои, немея.

И когда б Ваш зад не сиял так чудно,

Я решил бы — кончить я не сумею

При попытке – тягостной, безрассудной.

Но желанней персика Ваши доли —

И крепят мой уд в его тяжкой доле.
Через год после того, как кардинал Джулио Медичи стал следующим папой Климентом VII в 1523, Аретино снова вернулся в Рим. Однако после скандала, связанного с публикацией «Сладострастных сонетов» («Sonetti lussuriosi», 1525), представляющих собой стихотворные подписи к порнографическим рисункам Джулио Романо, опять покинул Вечный Город. Вдобавок, ему угрожал убийством (и даже способствовал получению раны от кинжала в июле 1525) один из пострадавших от его пера, епископ Джованни Джиберти, папский датарий. «Покушение удалось не вполне. Аретино спасся, тяжко раненый. Виновника назвать было нетрудно. Рим указывал на него пальцами. Аретино требовал у Климента наказания бандита и его подстрекателя, но папа на это не решился. Затаив месть, Аретино покинул Рим».
Он начал путешествие через северную Италию на службе у различных дворян, сначала отправившись обратно к Джованни делле Банде Нере. Через некоторое время Джованни умер на руках Аретино от раны, полученной в стычке с ландскнехтами Фрундсберга у Говерноло, в ноябре 1526 года. Тогда Аретино обратился к своему старому покровителю в Мантуе, маркизу Федериго Гонзага. Но папа Климент, которого он продолжал преследовать своими сатирическими сонетами и «предсказаниями», пригрозил послать к нему второго убийцу, а Гонзага боялся осложнений с Римом.

### Венецианский период
Тогда Аретино обосновался в Венеции, самом анти-папском городе Италии и, как с удовольствием отмечал он позже, «месте всех пороков». Венеция оставалась в этот момент республикой, не имела государя (и соответственно придворных), жизнь там была веселая, да вдобавок, в эту эпоху она была центром книгопечатания в Европе.

#### Отношения с государями
В Венеции наступил главный период творчества и расцвета славы Аретино. Он стал чрезвычайно популярным в Италии благодаря своему остроумию и язвительности. Государи, стремясь добиться его благосклонности и боясь его острого языка, слали ему денежные подарки и назначали пенсии. Он же в ответ ставил своё перо им на службу и снабжал информацией. Любопытно, что Аретино удалось втянуть в эту систему обеспечения своего благосостояния, вполне могущей быть названной вымогательством, множество правителей.
В 1530 году дож Андреа Гритти добился некоторого мира между Аретино и епископом Джиберти. Епископ Виченцский помирил его с Климентом VII и отрекомендовал его также с лучшей стороны императору Карлу V, который дал писателю богатые подарки и назначил жалованье. Аретино начал обильно пользоваться покровительством государей, не забывая одновременно по ним прохаживаться, целиком в соответствии со своим прозвищем «бич государей». Помимо Козимо Медичи и императора ему покровительствовал герцог Урбино, князь Салерно, маркиза Дель Вазо. Подарки слали также даже султан Сулейман, мавританский пират Хайр-ад-Дин Барбаросса, Фуггеры из Германии, многие другие влиятельные люди того времени.

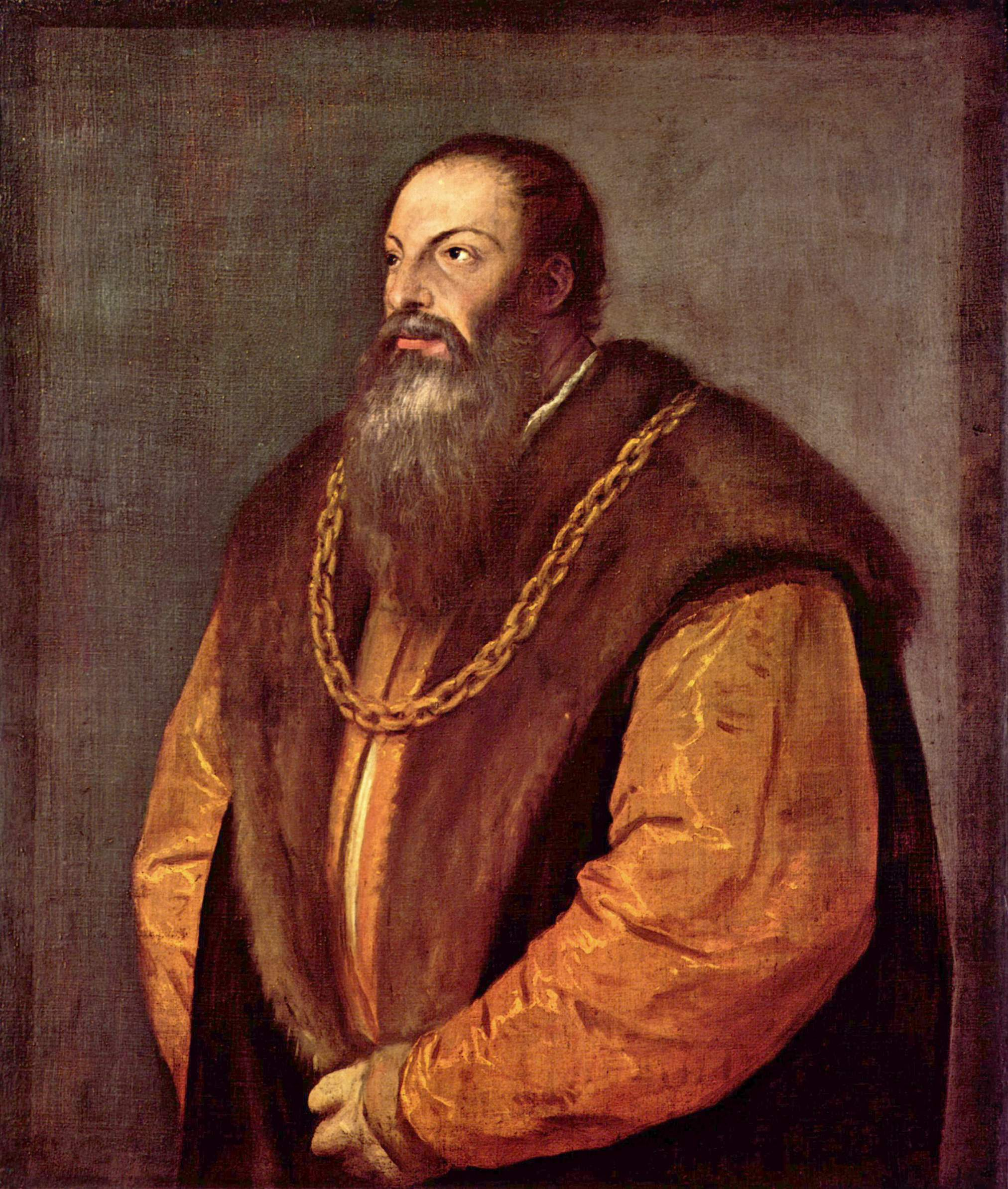
Тициан. «Портрет Аретино», ок. 1548 г., коллекция Фрик

Аретино получал щедрые подарки, при этом совершенно бесстыдно торговал своими панегириками и эпиграммами, за что Тициан называл его «кондотьером от литературы». Литературная энциклопедия пишет о нём: «знаменитый публицист, памфлетист и пасквилянт … создавший себе положение и богатство исключительно своим пером». «Из своего безопасного гнезда в Лагуне он с одного взгляда понимал все, что происходило в Европе наиболее примечательного; на все он имел глаз, великолепно лавировал между могущественными противниками, из всего извлекал немалую пользу. И подобно тому как государи через послов, он через посредство друзей, был всегда в курсе малейших событий». Сочинения и письма, написанные Аретино, распространялись большими тиражами и оказывали сильное влияние на общественное мнение.
Буркхардт, который очень не любил Аретино, пишет о нём так: «он держал всех знаменитых людей Италии как бы в состоянии осады; сюда шли подарки иностранных правителей, которые нуждались в нём или боялись его пера. Карл V и Франциск I одновременно платили ему пенсию, ибо каждый из них надеялся, что Аретино досадит другому; Аретино льстил обоим, но склонялся скорее на сторону Карла, поскольку он был господином в Италии. После победы Карла V над Тунисом (1535 г.) этот тон переходит в смешное обожествление; дело в том, что Аретино не переставал надеяться, что с помощью Карла станет кардиналом. По всей вероятности, он пользовался особым покровительством и как папский агент, ибо посредством его высказываний или умолчаний можно было оказывать давление на мелких правителей Италии и на общественное мнение». Герцог Козимо Медичи ежегодно, несмотря на свою бережливость, выплачивал ему определённую сумму, достаточно высокую, так как опасался влияния Аретино в качестве агента Карла V.
«Аретино пришло однажды в голову заказать медаль, на одной стороне которой был его портрет, а на другой он же изображен сидящим на троне, в длинной императорской мантии, а перед ним толпа владетельных государей, приносящих ему дар. Кругом надпись: i principi, tributati dai popoli, il servo loro tributano, то есть государи, собирающие дань с народов, приносят дань своему рабу».
Благодаря своей публицистике он пользовался влиянием: «в Риме при Клименте он помог маркизу Мантуанскому добиться своих целей; он поддержал кандидатуру Козимо Медичи, сына Джованни делле Банде Нере, в герцоги Флоренции; без Аретино предшественник Козимо, герцог Алессандро, никогда не стал бы зятем Карла V; он спас Ареццо от разгрома, избавил Перуджу от большой опасности».
Многие правители приглашали его к себе жить, но Аретино предпочитал не покидать Венецию: «Пока ехали по венецианской земле, Аретино был рядом с императором, занимал его, заставлял смеяться так, что Карл пригласил его ехать с собой в Вену. Немного не доезжая границы, Аретино скрылся в толпе, и его не могли найти». Звали его к себе турецкий султан, Козимо Медичи, а его соотечественник папа Юлий III вызвал его в Рим, как гласили слухи, чтобы дать кардинальскую шапку. Но Аретино вернулся без неё, гордо рассказывая, что отверг её. Папа Климент сделал его рыцарем-госпитальером, а позже папа Юлий III записал его в рыцари ордена св. Петра. Когда Карл V предложил возвести его во дворянство, он действительно отклонил эту честь по причине связанных с нею обязанностей и требуемых доходов (Тициан от Карла графский титул принял).

##### Враги
В 1529 году Аретино отозвался не очень почтительно о Федерико II Гонзага в присутствии мантуанского посла. Посол велел ему сказать, что если так будет продолжаться, то Аретино не спасется от него и в раю. Аретино извинился. Затем, когда он прошёлся по придворным Федерико в «Предсказании» 1529 года, тот попросил передать ему, что он велит дать ему несколько ударов кинжалом в самом центре Риальто. Эрколе д'Эсте подсылал к нему убийц, те не дождались и ушли из дома, ранив одного из «ганимедов» Аретино. Английский посланник, когда Аретино начал жаловаться, что давно не получает пенсии от Генриха VIII, нанял «брави», велел его подстеречь и избить палками. После этого, впрочем, флорентийский секретарь писал: «Английский посол запятнал ту свободу, которая дарована ему (Аретино) всеми христианскими государями». Общественное мнение осудило англичанина за то, что тот нарушил свободу «секретаря мира» — то есть речь идёт о прообразе журналистской неприкосновенности.
В венецианскую сеньорию также поступали жалобы других послов за неподобающие высказывания Аретино, после чего ему делалось формальное внушение — но удары кинжала, которые он бы получил в других городах Италии, ему больше не угрожали по-настоящему благодаря защите Республики. Предполагают также, что Аретино снабжал венецианских дипломатов секретными сведениями.
Многочисленными были нетитулованные соперники. Из них основные: знаменитый поэт Франческо Берни, автор новелл и диалогов Антонфранческо Дони (1513—94) и поэт Никколо Франко (1515—1570). По доносу одного из них после смерти писателя его книги были внесены в Индекс запрещенных книг, также благодаря их наветам биография Аретино веками наполнялась нелицеприятными подробностями.

#### Отношения с художниками

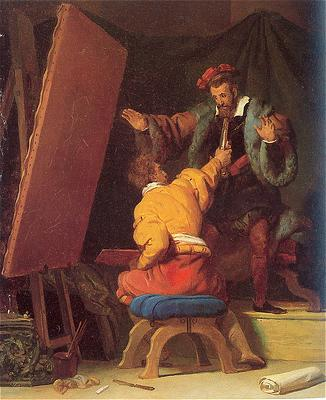
А. Е. Фрагонар. «Аретино в мастерской Тинторетто»

В Венеции Аретино близко сошёлся с Тицианом (который написал ряд его портретов). В свою очередь, Аретино с большой выгодой для художника продал ряд его картин французскому королю Франциску, с которым он (равно как и с другими влиятельными людьми Европы) вёл переписку.
Он стал посредником между меценатами и художниками, которых он «рекламировал» своим пером. «Даже Тициан, которому не приходилось искать заказчиков и который хорошо умел считать свои дукаты, охотно сваливал на Аретино переговоры о своих картинах». Кроме того, в своих письмах он постоянно расхваливал венецианские муранские вазы, которые изготовлялись в мастерской, принадлежавшей Доменико Балларини.
Вазари пишет: «Когда Пьетро Аретино, знаменитейший писатель наших дней, приехал перед разгромом Рима в Венецию, он стал ближайшим другом Тициана и Сансовино. Это послужило Тициану на честь и на пользу, так как Аретино распространил его славу настолько же далеко, насколько обширны были пределы, в которых он властвовал своим пером, и в особенности — перед видными правителями, как об этом будет сказано в своем месте».
Известен исторический анекдот о взаимоотношениях Аретино с другим знаменитым венецианцем — Тинторетто. По своему обычаю Аретино очень злословил по поводу художника, пока однажды тот не пригласил его в свою мастерскую, чтобы написать портрет. Не успел Аретино устроиться поудобнее, чтобы позировать, как художник внезапно вытащил кинжал. Испуганный Аретино, решив, что Тинторетто будет мстить, спросил в испуге, чего тот хочет. Тинторетто холодно попросил Аретино не двигаться, так как он использует кинжал как линейку, чтобы произвести измерения. После этого случая Аретино никогда не говорил плохо о художнике, и они в итоге стали друзьями.

#### Образ жизни и кончина
«Там я обогащу свою нищету её свободой. 

Там по крайней мере ни фаворитам, ни

фавориткам не дано власти убивать

бедных людей. Только там правосудие

держит весы в равновесии. Там страх

перед чьей-нибудь немилостью не

вынуждает нас поклоняться вчераш-

нему паршивцу»... «Это — святой город

и рай земной… Что до меня, то я хотел

бы, чтобы после моей смерти Господь

превратил меня в гондолу или в навес

к ней, a если это слишком, то хоть в

весло, в уключину или даже ковш,

которым вычерпывается вода

из гондолы».
«Архитектор и скульптор Сансовино, писатель Пьетро Аретино и Тициан составили блестящий триумвират, царивший на венецианской культурной сцене в течение нескольких десятилетий». В Венеции Аретино поддерживал дружеские отношения со многими видными итальянскими художниками — Тицианом, Сансовино, аретинцем Вазари, Джулио Романо, Себастьяно дель Пьомбо, из писателей — Джовио, Бембо, Бернардо Тассо. Также его другом и главным издателем стал печатник Франческо Марколини.
В письме к дожу Аретино обозначит одну из причин, по которой он больше не покинет Венецию никогда: «Поняв в свободе великой и доблестной республики, что значит быть свободным, отныне и навсегда я отвергаю дворы». Ещё он говорил: «Я свободный человек милостью Божьей. Я не иду по следам Петрарки или Боккаччо. Мне хватает моего собственного независимого духа». Формулировка per la grazia di Dio uomo libero стала одним из характерных его определений. (Любопытно, что по указаниям исследователей «взгляды свои на независимость писателя Пушкин заимствовал, читая в личной библиотеке графа Воронцова труды Пьетро Аретино»).
Он жил на широкую ногу в своем роскошном дворце на Канале-Гранде, окруженный учениками, почитателями, прихлебателями, любовницами, и наслаждался плодами своей европейской славы до самой смерти в возрасте 64 лет в собственном доме на Рива дель Карбон.
Живу я свободно, — писал Аретино, — в удовольствиях и могу поэтому считать себя счастливым. Из всех металлов, всяких рисунков выбиваются в честь мою медали. Мой портрет выставляется на фронтонах дворцов. Голова моя, как голова Александра, Цезаря и Сципиона, изображается на тарелках и на рамках зеркал. Одна порода лошадей получила мое имя, потому что папа Климент подарил мне такую лошадь. Канал, омывающий часть моего дома, называется Аретинским, женщины в моем доме носят имя Аретинок; говорят о стиле Аретино. Педанты скорее лопнут от бешенства, чем дождутся такой чести.

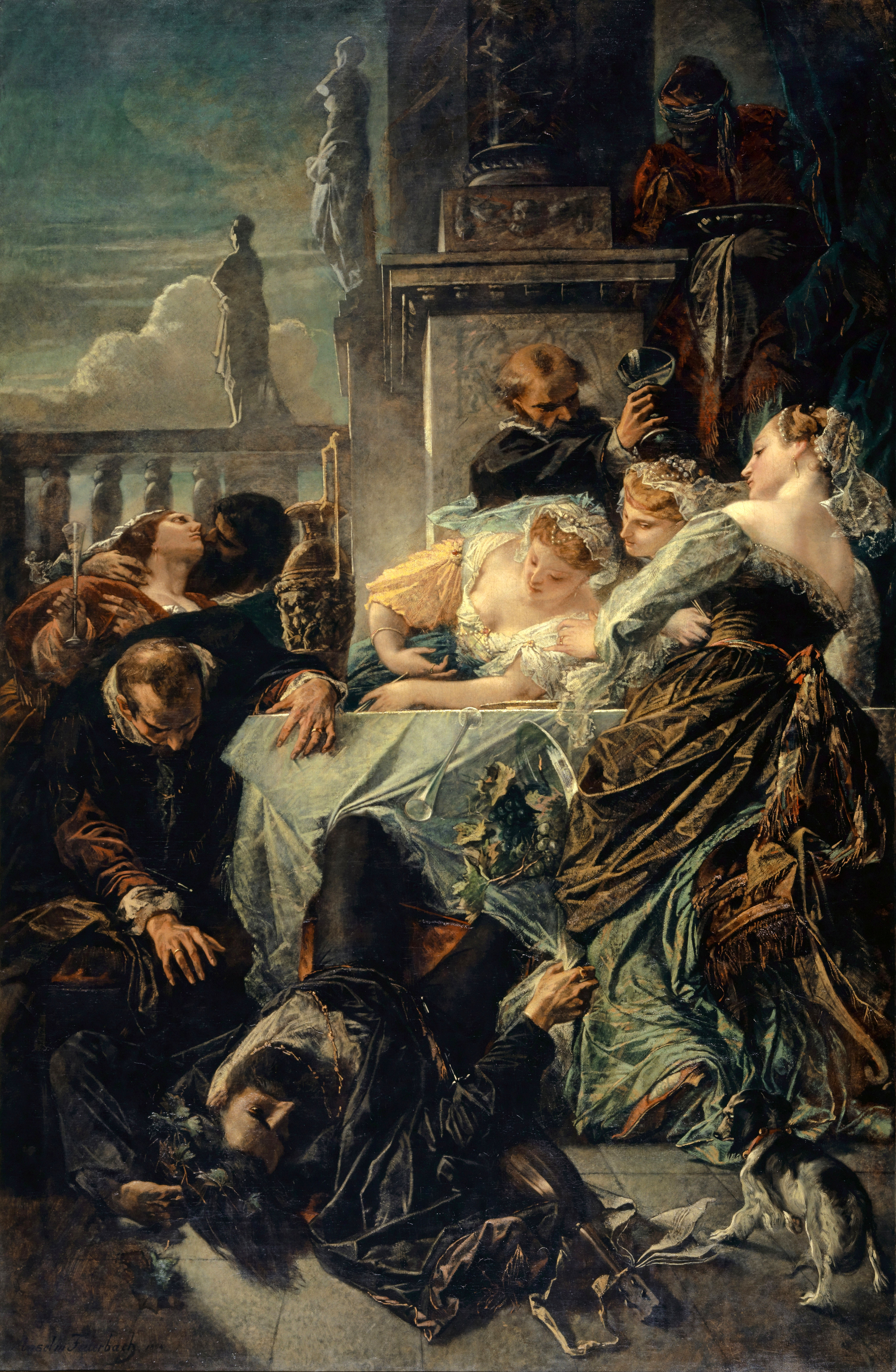
Фейербах, Ансельм. «Кончина Пьетро Аретино», 1854

Придерживался бисексуальной ориентации. Так, в одном из писем Джованни Медичи от 1524 года он пишет, что случайно влюбился в женщину, и поэтому временно переходит от мальчиков к девочкам. «Женщины занимали в его душе колоссальное место. Его биографы называют десятками имена женщин, которые были ему в разное время близки, и никогда не могут поручиться, что не пропущена ни одна из его любовниц. Конечно, Аретино, вполне во вкусе своего времени, любил не только женщин».
Известна трогательная история его любви к Пьерине Риччья. В 1537 году его ученик женился на 14-летней девушке, хрупкой и тонкой, с большими черными глазами и неизлечимой болезнью. Аретино принял её как дочь, отношения его к ней сначала были чисто отеческие. Муж скоро бросил Пьерину, она стала изливать своё горе Аретино. В 1540 году их отношения перешли в другую стадию. Но болезнь девушки разыгралась, и 13 месяцев Аретино, «которого принято считать вульгарным развратником, изображал из себя самую нежную, самую заботливую сиделку. Выздоровев, Пьерина сбежала с каким-то юным ловеласом. Письма Аретино сохранили следы удара, который нанесла его душе эта измена… Но когда четыре года спустя Пьерина, жалкая, покинутая, умирающая, пришла к нему опять, он забыл все, стал ухаживать за ней с прежним самоотвержением. И когда она умерла у него на руках, ему казалось, что сам он умер вместе с нею».
Он был отцом двух дочерей, которых он назвал Адрией в честь Венеции и Австрией в честь Карла V. Матерью первой, а может быть и второй, была Катарина Сан-делла.
Никогда не упускал случая упомянуть, что был верующим человеком, в то же время современники считали его нигилистом. Усердно писал жития святых, перелагал псалмы. Современники же говорили, что у Аретино были заготовлены колкости против каждого, кроме Бога, и то потому, что они не общались друг с другом.
По легенде, смерть Аретино стала следствием услышанной им на пиру непристойной остроты; разразившись хохотом, Аретино якобы упал со стула и сломал себе шею.
Похоронен в Венеции в церкви Сан-Лука.

## Творчество

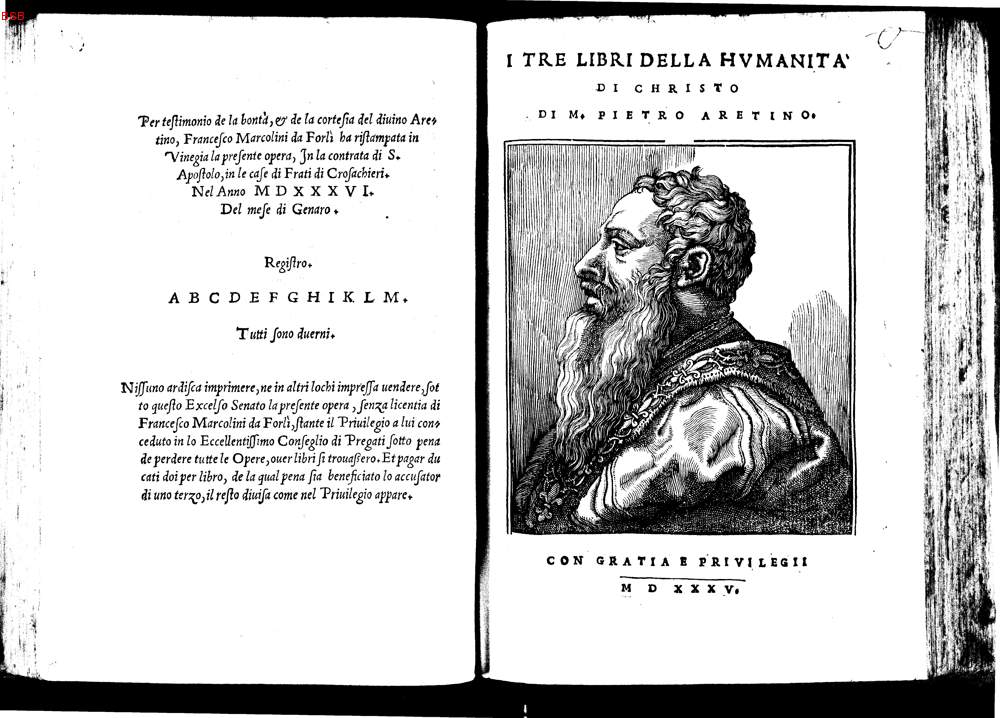
Разворот книги Аретино «О человечности Христа» с гравированным портретом автора

### Творческий путь
Имя «Аретино» («Аретинец») Пьетро впервые использовал в сборнике петраркистских стихов  «Новое собрание творений плодовитейшего юноши Пьетро, художника-Аретинца» («Opera Nova del fecundissimo giovene Pietro pictore Aretino» , 1512).
В 1521—1522 гг. получил широкую известность как автор сатирических стихов («пасквинат»). В 1525 году написал свою первую пьесу — «Комедия придворных нравов»,  где высмеивал папский двор, за ней последовали другие. Также писал стихотворные и прозаические памфлеты в форме «предсказаний» (giudizii), направленные против государей и политиков и расходившиеся в большом количестве экземпляров.
Европейская слава Аретино пошла с его пяти «Диалогов», три из которых были изданы под названием «Рассуждения» (в 1534, 1536, 1539 гг.). В эпическом жанре — продолжение «Неистового Роланда» Ариосто (неоконченная эпическая поэма «Марфиза»). Аретино создал также ряд религиозных произведений, главным образом, романизированные жития святых.
В 1559 году все сочинения Аретино были занесены в Индекс запрещенных книг по доносу его врагов, обвинивших его в еретических высказываниях и мнениях.

### Характеристика и значение
Благодаря своему сатирическому дару и остроумию заработал славу «бича государей» и отца современной журналистики. Люди говорили о нём, осеняя себя крестным знамением: Dio ne guardi ciascun dalla sua lingua. (Храни бог всякого от языка его)
Литературная энциклопедия отмечает, что Аретино был первым из крупных европейских писателей, который достиг высокого положения и влияния исключительно благодаря литературному таланту и ловкости. Его богатство создалось из его гонораров, пусть и несколько особенного свойства. До Аретино писатель мог существовать только при дворе какого-нибудь мелкого государя или вельможи, и его писательская деятельность должна была быть прославлением покровителя. Аретино же отверг покровителей, ушёл от дворов, презрел меценатов, стал свободным публицистом. Именно в публицистике Аретино — его главное значение. «По силе влияния на общество, по общественному значению письма и giudizii Аретино уже являются крупным общественным фактором не только итальянской, но и европейской жизни. Они знаменуют определённый этап в эволюции социальных отношений».
«Аретино вносит в итальянскую литературу плебейский задор, острословие и сарказм, площадную брань и порнографию, пренебрежение к вопросам формы в самый разгар классицизма. Он пишет во всех жанрах (…). Стиль Аретино своим стихийным реализмом отрицает все условности аристократической поэзии, утверждая самосознание интеллигенции в пору феодальной реакции (…). Пародирует петраркистов и подражателей Ариосто (в его Orlandino все рыцари — болваны и трусы) во имя разума и природы».

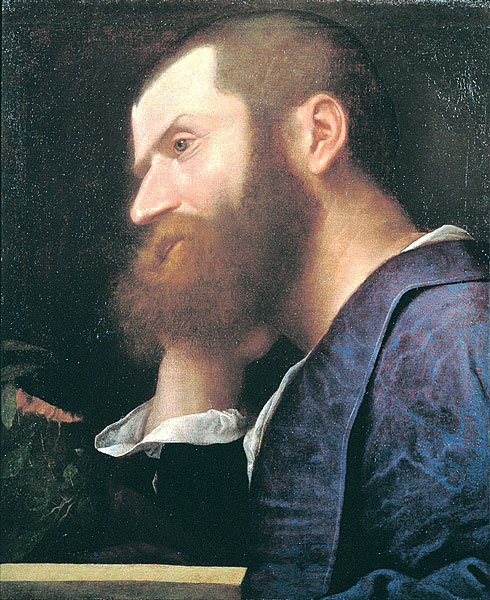
Портрет Аретино в молодости, картина Тициана, 1512

По словам исследователей, он «обнаруживает сочный пластический талант, умение лепить фигуры, давать яркие картинки быта, рисовать жанровые сцены. Другая особенность его таланта, менее видная современникам, чем потомству, — это способность ценить произведения искусства, с одной стороны, а с другой — умение передавать словами язык линий, красок, светотеней. У Аретино был глаз художника и настоящий дар критика искусства. Ни того, ни другого он не культивировал. Поэтому в его писаниях имеются лишь случайные, хотя и необыкновенно яркие следы этих черт его таланта». Его стиль: «ни перед чем не останавливающаяся бесцеремонность; уверенность, что там, где скрещиваются интересы, можно безнаказанно обрушиваться на одну какую-нибудь сторону и проистекающая из этой уверенности безграничная смелость; умение соединять какой-нибудь чудовищный по нынешним понятиям каламбур с тонкой и изящной, как толедский клинок, остротой, площадную брань — с патетической тирадой; несравненное искусство распознать у каждого самое больное место и безошибочно бить именно в него; наконец, неисчерпаемый запас остроумия, злой насмешки, сарказма». «Его литературный талант, его ясная и пикантная проза, его богатый опыт в наблюдении над людьми и событиями сделали бы его при всех обстоятельствах достойным внимания, хотя концепция подлинного произведения искусства, действительный драматический дар, способность к созданию, например, комедии у него полностью отсутствовали, кроме самой грубой или изысканной злобы он обладал блестящим даром гротескного остроумия, которое в отдельных случаях не уступает и остроумию Рабле». В письмах проявляется «самая неприятная особенность языка Аретино: его нестерпимая манерность. Искусственность, деланность, напыщенность многих из его писем, главным образом тех, где речь идет о деньгах, таковы, что из-за них часто остаются незамеченными их огромные стилистические достоинства».
Оценка личности и творчества Аретино во многом находится под влиянием неблаговидной репутации, которой он пользовался веками после смерти: «Положено много труда, чтобы очистить биографию Аретино от тех злостных измышлений, которыми она была наполнена на основании показаний его врагов. Не осталось ни одного сколько-нибудь крупного факта в жизни Аретино, которого не исказила бы, не извратила, не запачкала клевета». В истории было принято изображать Аретино «каким-то моральным Квазимодо, наглецом и вымогателем, циничным льстецом, развратником, грязным и низким человеком с безнадежно гнилой душой». Как отмечает Дживелегов, это происходило, так как ученые целиком принимали без оговорок измышления недругов Аретино. Лосев, например, пишет: «степени своего последнего вырождения и почти карикатуры возрожденческий тип писателя достигает в лице Пьетро Аретино… шантажист и попрошайка.. его памфлеты не лишены плоского и элементарного остроумия… у него нет никаких идейных убеждений, и все его обвинения — пустое базарное зубоскальство» — последнее опровергается, его информация была практически всегда правдива, см. ниже.

#### Giudizii и Аретино-«журналист»
«Giudizii» — это сатирическое предсказание на тот или другой год, по форме представляющее пародию на обычные в то время астрологические гороскопы. Впервые Аретино написал «Предсказание» в 1527 г. после разгрома Рима войсками коннетабля Бурбона — это из-за этого сочинения Климент VII хотел разделаться с ним при помощи убийцы.
До нас он и следующие, выходившие, вероятно, каждый год, не дошли. Единственный сохранившийся полностью экземпляр — это предсказание на 1534 год, написанное в момент дружбы автора с Франциском I.

Объявляю вашему величеству и выражаю уверенность, что Рак, Скорпион, Весы и Близнецы при содействии книжников и фарисеев Зодиака вольют в меня секреты неба, как вливают в зверинец князей все пороки: коварство, трусость, неблагодарность, невежество, подлость, хитрость и ереси, solum, чтобы сделать вас великодушным, храбрым, благодарным, доблестным, благородным, добрым и христианнейшим (...)  Зима. Так как движение солнца через квадрат луны зажжет все небесные светила, зима будет более холодной, чем цветущая весна и чем зрелая осень. Поэтому все владетели Ломбардии, чтобы не умереть от холода, будут, согласно местному обычаю, спать со своими кузинами, невестками и сестрами. И если кто станет вменять им это в преступление, они будут ссылаться на lex imperia, ибо император в Болонье занимался любовью со своей свояченицей, герцогиней Савойской, с папского благословения. (…) Все знаки, все звезды, все планеты, после вычисления их квадрантом, утверждают, что уродливая маркиза Мантуанская, у которой зубы черны, как чёрное дерево, а брови белы, как слоновая кость, подло безобразная и ещё более подло накрашенная, родит на старости лет без супружеского оплодотворения. И такое же явит чудо синьора Вероника Гамбара, увенчанная лавром блудница..
Предметом его язвительных насмешек являлись почти исключительно высокопоставленные лица. Их образ жизни и преступления давали обширный материал для громких разоблачений. Таким образом, деятельность Аретино приобретала большое общественное содержание. Что важно (как отмечают итальянские исследователи) явных измышлений в своих пасквилях Аретино не допускал. В 90 % случаев он всего лишь публиковал информацию об известных скандалах, пуская в обращение достоверные факты, придав им неожиданную и едкую форму. У Аретино была хорошо организованная редакция: информаторы при дворах, корреспонденты, агенты и т. д. Кроме того, своим талантом публициста он усилил в обществе потребность иметь нечто вроде журнала и тираж газетных суррогатов XVI века. «Пьетро Аретино продемонстрировал неожиданную возможность писательского авантюризма и конквистадорства. Этот первый журналист континентальных масштабов и прототип всяческого журнализма, вдохновенный циник, вымогатель и интриган, в полной мере предвосхищающий будущую уайльдовскую комбинацию „пера, карандаша и яда“, стяжал себе бессрочный патент на изобретение едва ли не самого могущественного средства социальных манипуляций: с Аретино впервые европейская социальная жизнь подчиняется закону социальной инерции, или организации общественного мнения».
Giudzii расходились в большом количестве, их продавали на улицах предшественники современных «газетчиков» — то есть Аретино произвел на свет идею современной газеты. Привычка Аретино периодически собирать свои письма и статьи, до этого ходившие по рукам в рукописном виде, и печатать их сборниками, была вызвана во многом легкодоступностью печатного дела в Венеции, но вела к потрясающим по эффективности результатам.

#### Ragionamenti
Европейская слава Аретино пошла с его «Диалогов», три из которых были изданы под названием «Рассуждения» (в 1534, 1536, 1539 гг.). Два из них ярко рисуют нравы современного ему общества, третье — циничные придворные нравы. Полемический характер творчества Аретино наиболее полно отразился в этих «Рассуждениях», а также в комедиях, сыгравших заметную роль в эволюции национального театра.
«Его Ragionamenti, книга, непристойнее которой едва ли найдется другая в мировой литературе, отнюдь не принадлежит к числу тех, которые предназначены будить чувственность и не ставят себе никаких других целей. Ragionamenti — художественное произведение, и первый день первой части, где описывается жизнь в женском монастыре, может выдержать сравнение с La Religieuse Дидро. Вообще все три части Ragionamenti — это великолепная серия бытовых картин, созданная крупным художником».
- Ragionamenti («Беседы (Рассуждения)», ок. 1534—1536)
  - Рассуждения Нанны и Антонии (Il Ragionamento della Nanna e dell’Antonia). Разговор двух куртизанок
  - Диалог мессера Петра Аретинца, в коем Нанна в первый день Пиппе, дочурке своей, как быть гулящей девкой, преподает, во второй об изменах мужчин ей повествует и о бедняжках, им доверяющихся, в третий же и последний Нанна и Пиппа, в саду сидя, куму с кормилицею слушают, кои о сводничестве рассуждают (1536—1537).
  - Il Ragionamento delle Corti / Придворные рассуждения

#### Пьесы Аретино
«Главное дело, чтобы придворный умел 

богохульствовать, умел быть игроком,

завистником, блудником, еретиком,

льстецом, злословцем, неблагодарным,

невежественным, ослом; чтобы он умел

молоть языком, изображать собою нимфу,

быть лицом активным и пассивным».

В этих бытовых комедиях он вывел галерею типов, которые представляли разные слои католического общества. Аретино высмеивал их с позиций характерного для Возрождения свободомыслия.
«Как комедиограф он порывает с традициями гуманистической „ученой комедии“ и пытается разрушить классические комедийные фабулы и типажи. Для его комедий характерны отсутствие единого сюжета, разорванность композиции, несвязанность сцен, немотивированность действия. Главная цель Аретино — натуралистическая имитация реальной жизни; он даже дает некоторым комическим героям имена их подлинных прототипов. В лучших своих комедиях ему удается индивидуализировать речь персонажей. Аретино критикует нравы своего „позорного века“ с точки зрения простолюдина. Его комедийный мир населен живыми и колоритными людьми из народа — мастеровыми, слугами, сводницами, мошенниками, ворами и др., говорящими на сочном грубоватом языке улицы». С другой стороны, Литературная энциклопедия о нём пишет: «В пяти комедиях Аретино встречаются, правда, бытовые образы с примесью памфлетного элемента; но обрисовка характеров поверхностна, а над сатирой преобладает зубоскальство».
«Особое место в истории итальянской драматургии XVI века занимают комедии Пьетро Аретино. Они почти не связаны с традициями античной литературы, и это обстоятельство отодвигает их на периферию гуманистической драмы. Комедии Аретино, весьма слабые в отношении драматургического построения, интересны в качестве произведений, воспроизводящих быт тогдашней Италии, вернее, темные стороны этого быта. Вращавшийся в течение всей своей необычной жизни в среде аферистов, куртизанок, разного рода искателей приключений, Аретино делает этих представителей „полусвета“ героями своих комедий; он дает своим персонажам мастерскую характеристику, создает галерею типов, великолепных в своей законченности и нештампованности. Однако Аретино не нашёл последователей. Бытовая комедия не получила дальнейшего развития».
Последним его произведением стала трагедия «Гораций» («Orazia», 1546), где низким нравам современности противопоставлено величие Древнего Рима. Она «занимает особое место в итальянской литературе. В ней впервые в ренессансной драматургии хор заменяется народом, который определяет исход драматического конфликта. Здесь нет жестоких сцен, сюжет развивается прямолинейно, характеры однозначны, язык отличается простотой и ясностью. Автор стремится освободиться от монологов (и вестников) и заменить рассказ о событиях непосредственным сценическим действием, хотя и не всегда успешно».

#### Письма

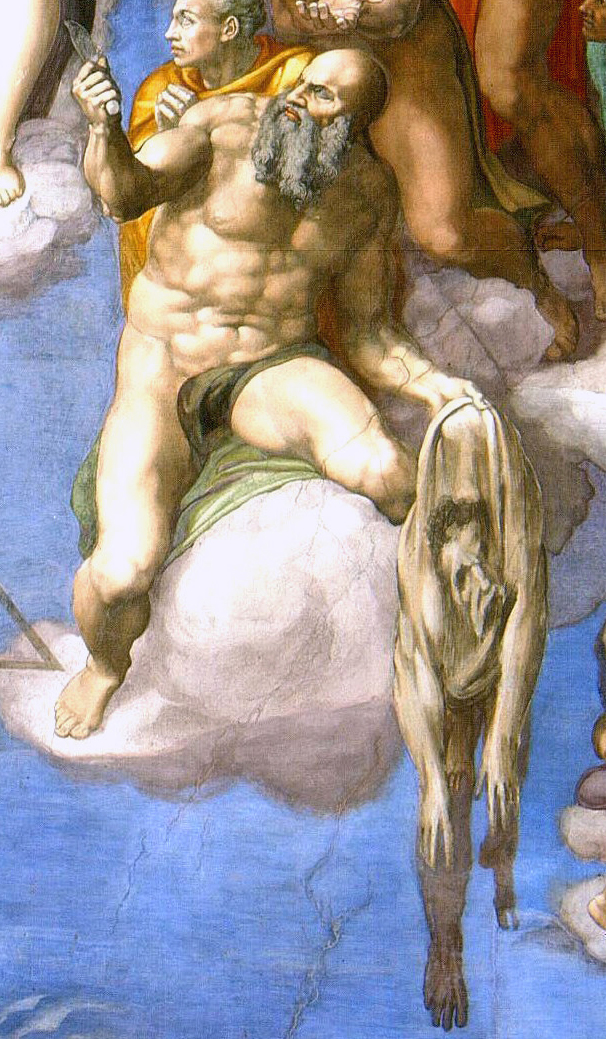
Микеланджело не был доволен замечаниями Аретино и нарисовал его в «Страшном суде» в образе св. Варфоломея, с которого содрали кожу. Лицо на коже — автопортрет Микеланджело

Традиция публиковать письма повелась со времен Петрарки и св. Екатерины Сиенской. Аретино первый начал делать это в печатном виде, то есть в первый раз выпустил с типографского станка книгу писем на итальянском языке.
Публикация «Писем» Аретино (1538—1557) имела огромный успех и вызвала множество подражаний. Его переписка (около 3300 писем, шесть томов) дает картину общественной и культурной жизни Италии 1-й половины XVI в. (главным образом 1525—1556 гг.). «Помимо богатейшей исторической информации (он активно переписывался как с государственными мужами, так и с деятелями итальянской культуры), можно обнаружить основные виды журналистской прозы (военный репортаж, политическая передовица, художественная рецензия)». «Описание гибели Джованни делле Банде Нере — яркий образчик военной корреспонденции. Нападки Аретино на Франциска I по поводу союза с турками — типичная передовица на политическую тему. Советы Микеланджело относительно „Страшного суда“ — проницательная художественная критика. Наряду с этим в письмах Аретино встречаются советы начинающему автору избегать аффектации, описание венецианского заката для Тициана, восхваление олив, грибов, вина и жареного фазана и, наконец, игривые упреки в адрес подшутившей над ним молодой девушки».
В письмах проявляется темперамент и язвительность Аретино. Особенно в историю искусств вошло письмо Микеланджело от ноября 1545 г, где наряду с восхищением по поводу фрески «Страшного суда» в Сикстинской капелле он угрожает ему, порицая его безбожие, неприличие и воровство (у наследника Юлия II). «После того как я увидел Ваш Страшный суд, я подумал, я узнаю в сковывающей красоте изображений известную грацию Рафаэля. Но как христианина меня охватывает стыд». Затем Аретино обрушивается на «неприличные детали в изображении мучеников и дев, на их жесты и на их наготу. Даже в борделе опустишь от стыда глаза, увидев подобное». Затем Аретино намекает на гомосексуальный характер микеланджеловской дружбы с Томмазо Кавальери и советует рассматривать эту фреску как языческие статуи, которые в VI веке разрушил папа Григорий. Наконец он добавляет в примирительной приписке «Я хотел только показать Вам, что если Вы божественны, то есть из вина (di-vino), то я тоже не из воды — d’aqua».

### Список произведений
Аретино был чрезвычайно плодовитым писателем, работавшим во множестве жанров.

#### Поэзия
- «Новое собрание творений плодовитейшего юноши Пьетро, художника-Аретинца» («Opera Nova del fecundissimo giovene Pietro pictore Aretino», 1512)
- неоконченная эпическая поэма «Марфиза», опубл. в 1535 три первые песни. Продолжение «Неистового Роланда» Ариосто.
- сборник стихов «Стансы во славу Сирены» («Stanze in lode della Sirena», 1536)
- Sonetti lussuriosi (т. н. Позы Аретино)
- «Любовные сомнения» (Dubbi amorosi)
- Astolfeide / Астольфеида
- «Орландино» (Orlandino), героико-комическая поэма, где осмеивалось рыцарство

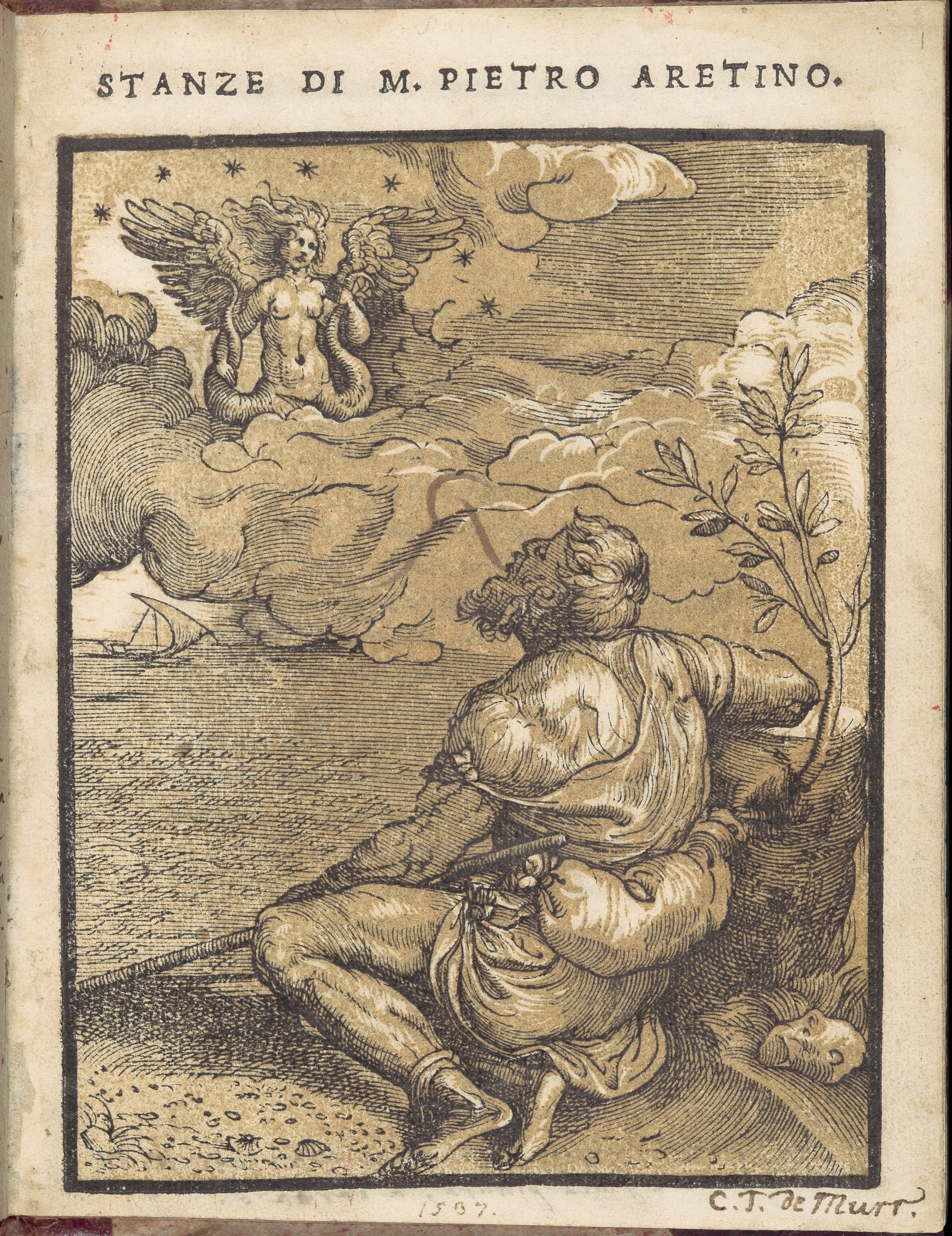
Stanze di M. Pietro Aretino, 1537

#### Пьесы
- Fraza
- «Комедия придворных нравов» («La Cortigiana»), первый вариант соч. в 1525, опубл. 1970; второй вариант опубл. в 1534. В пьесе высмеивается папский двор. Она представляет собой пародию на «Придворного» («Il Cortigiano») Бальдассаре Кастильоне: сиенский дворянин приезжает в Рим. Он желает завести любовницу, но выясняется, что его избранница согласна покориться только «придворному». Некий шарлатан берется научить его науке — лгать, льстить и сидеть часами перед зеркалом[25].
- «Кузнец» («Il Marescalco»), опубл. в 1533. Пародия на сам комедийный жанр
- «Таланта» («La Talanta»), 1542
- «Лицемер» («Lo Ipocrito»), 1542. Прообраз мольеровского «Тартюфа»
- «Философ» («Il Filosofo»), 1546 Гротескное изображение гуманистической учености, драматизация новеллы Боккаччо об Андриуччо («Декамерон», II, 5), а герой этой авантюрной истории даже носит имя «Боккаччо».
- «Гораций» («Orazia»), 1546. На сюжет из Тита Ливия о поединке Горациев и Куриациев.

#### Прочее
- Памфлеты (giudizii), «Предсказания», пародия на астрологические гороскопы
- Ragionamenti («Беседы (Рассуждения)», ок. 1534—1536)
  - Рассуждения Нанны и Антонии (Il Ragionamento della Nanna e dell’Antonia; Dialogo nel quale la Nanna insegna alla Pippa)
  - Il Ragionamento delle Corti / Придворные рассуждения
- «Письма» (Lettere, 1538—1557)

#### Религиозное
- «Страсти Христа» («La Passione di Giesù», 1534)
- «Вочеловеченный Христос» (1535),
- «Книга Бытия» («Il Genesi», 1538)
- «Жизнеописание Девы Марии» («La vita di Maria vergine», 1539) — «Житие Св. Девы» (1540),
- «Житие Св. Екатерины» (1540),
- «Житие Св. Фомы Аквинского» (1543)

и проч.

## Цитаты
- Риторика на конце языка у всякого, кто любит, кто обманывает и кто нуждается.
- Мир теперь находит менее утомительным быть злым, чем добрым.
- Именно в борделе особенно ценят приличие.
- Я люблю вас, и потому вы скорее станете ненавидеть меня за открытую вам правду, чем обожать за произнесённую мною ложь.

## Пьетро Аретино в искусстве

### Изобразительное искусство
- Гравюра Маркантонио Раймонди, предположительно с утраченного оригинала Себастьяно дель Пьомбо
- Несколько портретов кисти Тициана:
  - Первый «Портрет Пьетро Аретино», ок. 1512, галерея Палатина, палаццо Питти, Флоренция
  - «Портрет Пьетро Аретино» в фас (1545, палаццо Питти, Флоренция)
  - «Портрет Пьетро Аретино» в полуразвороте (ок. 1548, Коллекция Фрик, Нью-Йорк)
  - Аретино в образе Пилата в картине «Христос перед Пилатом», 1543, Вена (Фрагмент
- Во фреске Микеланджело «Страшный суд» у левой ноги Христа находится фигура св. Варфоломея, держащего в руках собственную кожу (он принял мученическую смерть, с него живьем содрали кожу). Черты лица святого напоминают Пьетро Аретино, который нападал на Микеланджело из-за того, что считал неприличной его трактовку религиозного сюжета. На снятой коже написан автопортрет собственно Микеланджело.
- Якопо Сансовино поместил маленький бюст-горельеф Аретино рядом с бюстами Тициана и других знаменитых людей на бронзовых дверях сакристии собора св. Марка. Аретино фигурирует в роли евангелиста.

Таддэо Цуккеро, художник слабый, раз

Украдкой с полотном пробрался к Аретину

И говорит ему: «Я вам принес картину,

Вы — мастер, говорят, свивать венки из фраз

Для тех, кто платит вам... Немного тускло... да-с,

И краски вылинять успели вполовину.

Но об искусстве я не утруждаю вас,

Вот вам сто талеров, и с этим вас покину».

Подумал Аретин, потом перо берёт

И начинает так: «Могу сказать заране —

Мадонна Цуккеро в потомстве не умрёт:

Как розов колер губ, а этот небосвод,

А пепел... Полотно виню в одном изъяне:

На нём нет золота — оно в моём кармане».

- Alexandre-Evaristo Fragonard, «Аретино в мастерской Тинторетто».
- Pierre-Nolasque Bergeret. Тот же сюжет, c. 1822
- Энгр, тот же сюжет.
- Ансельм Фейербах. «Кончина Пьетро Аретино», 1854

### Кинематограф
- I Racconti Romani di una ex novizia (1971). В роли Аретино Франсис Бланш
- «Великий Медичи. Рыцарь войны» (Il Mestiere delle armi, 2001). Совместно итало-франко-германо-болгарская историческая лента о войнах и смерти Джованни делла Банде Нере. Повествование ведется от лица Пьетро Аретино, которого играет Саша Вуличевич[26].